# Mała Fosnia
Mała Fosnia (ukr. Мала Фосня) – wieś na Ukrainie, w obwodzie żytomierskim, w rejonie owruckim, nad Wilszanką. W 2001 roku liczyła 236 mieszkańców.